# 리 아이어코카
리도 앤서니 "리" 아이어코카(/ˌaɪ.əˈkoʊkə/, 1924년 10월 15일~2019년 7월 2일)는 머스탱의 개발로 가장 잘 알려진 미국의 자동차 임원이었다., 링컨 컨티넨탈 Mark III 및 포드 핀토 자동차는 1960년대 포드에 재직하다 핀토의 화재 결함 및 그의 미니밴 계획, 혼다로부터 PT 공급 계획 등으로 인해 해고된 뒤 1980년대에는 크라이슬러 CEO로 이직했다. 그는 1978년부터 크라이슬러의 사장 겸 CEO, 1979년부터 1992년 크라이슬러 LH 플랫폼 광고를 끝으로 은퇴할 때까지 회장을 역임했다. 그는 미국의 빅3 중 두 곳(크라이슬러, AMC의 운영을 관장하는 몇 안되는 임원 중 한 명이었으며 크라이슬러TC 바이 마세라티, 크라이슬러 보이저, 지프 그랜드 체로키 개발 등으로 총괄했다.
은퇴 후 2005년 다임러크라이슬러의 홍보대사로 다시 재직하기도 했으며 사후 크라이슬러 퍼시피카가 그의 장례식에서 운구차로 사용되었다.

## 같이 보기
- 로버트 제임스 이튼
- 로버트 앤서니 루츠
- 로저 스미스: 회장 재임 당시 제너럴 모터스 회장.